# Russ Freeman (pianista)
Russ Freeman, nome d'arte di Russell Donald Freeman (Chicago, 28 maggio 1926 – Las Vegas, 27 giugno 2002), è stato un pianista e compositore di jazz statunitense..

## Biografia
Dopo gli studi classici intrapresi all'inizio, la sua reputazione di pianista jazz si evidenzò negli anni '40 dopo aver lavorato con Art Pepper e Shorty Rogers. Suonò con Charlie Parker nella sessione jazz Home Cooking del 1947. Seguirono numerose collaborazioni negli anni '50 con Chet Baker, Shelly Manne e Art Pepper. Queste collaborazioni inclusero l'album Jazz Immortal registrato con Freeman e il trombettista jazz Clifford Brown nel 1954, con la partecipazione del sassofonista Zoot Sims. Nell'album Jazz Immortal, Russ Freeman ha suonato in sessioni che hanno visto la realizzazione di molte composizioni di Clifford Brown.
Nel 1957, ha collaborato con André Previn all'album Double Play!, in cui entrambi suonavano il pianoforte, accompagnati dal solo Shelly Manne alla batteria.
Nel 1988, Keith Jarrett eseguì una versione di The Wind di Freeman in un concerto piano solo a Parigi, che è presente nel suo album Paris Concert pubblicato nel 1990. Nel 1991, Mariah Carey scrisse il testo di The Wind per il suo album Emotions. Freeman aveva scritto la composizione con testi originali di Jerry Gladstone; era stato eseguito come pezzo strumentale negli anni '50 e '60 da artisti quali Chet Baker, Leo Wright e Stan Getz, ed era stato cantato dalla vocalist June Christy (in The Misty Miss Christy). Il pianoforte di Freeman è presente nella registrazione di Baker del 1954 di The Wind (Chet Baker & Strings). Freeman è rimasto attivo nella musica per tutta la sua vita, passando dalle performance di pianista jazz alla realizzazione di colonne sonore e composizioni cinematografiche prima della sua morte, avvenutaa Las Vegas nel 2002.

## Discografia
Con Chet Baker
- Chet Baker Sings (Pacific Jazz, 1953)
- Grey December (Pacific Jazz, 1953)
- Chet Baker Quartet featuring Russ Freeman (Pacific Jazz, 1953)
- Witch Doctor (Contemporary, 1953)
- West Coast Live - con Stan Getz (1954)
- Pretty/Groovy (World Pacific, 1953-54-1958)
- The Trumpet Artistry of Chet Baker (Pacific Jazz, 1953–54)
- Chet Baker & Strings (Columbia, 1954)
- Jazz at Ann Arbor (Pacific Jazz, 1954)
- Chet Baker Sings and Plays (Pacific Jazz, 1955)
- Quartet: Russ Freeman/Chet Baker (Pacific Jazz, 1956)

Con Maynard Ferguson
- Maynard Ferguson's Hollywood Party (EmArcy, 1954)
- Dimensions (EmArcy, 1955)

Con Jimmy Giuffre
- Jimmy Giuffre (Capitol, 1955)

Con Irene Kral
- Wonderful Life (Mainstream, 1965)

Con Shelly Manne
- The Three & The Two (Contemporary, 1954–1960)
- The West Coast Sound (Contemporary, 1955)
- Swinging Sounds (Contemporary, 1956)
- More Swinging Sounds (Contemporary, 1956)
- Concerto for Clarinet & Combo (Contemporary, 1957)
- The Gambit (Contemporary, 1958)
- Shelly Manne & His Men Play Peter Gunn (Contemporary, 1959)
- Ruth Price with Shelly Manne & His Men at the Manne-Hole (Contemporary, 1961) con Ruth Price
- Live! Shelly Manne & His Men at the Manne-Hole (Contemporary, 1961)
- Shelly Manne & His Men Play Checkmate (Contemporary, 1961)
- My Fair Lady with the Un-original Cast (Capitol, 1964)
- Manne–That's Gershwin! (Capitol, 1965)
- Boss Sounds! (Atlantic, 1966)

Con Jack Montrose
- Arranged by Montrose (Pacific Jazz, 1954)

Con Art Pepper
- Surf Ride (Savoy, 1952-1954-1956)
- The Return of Art Pepper (Jazz: West, 1956)
- The Art Pepper Quartet (Tampa, 1956)
- Modern Art (Intro, 1957)
- Mucho Calor (Andex, 1957) con Conte Candoli

Con André Previn
- Double Play! (Contemporary, 1957)

Con Pete Rugolo
- Rugolomania (Columbia, 1955)
- New Sounds by Pete Rugolo (Harmony, 1954–55-1957)
- Music for Hi-Fi Bugs (EmArcy, 1956)
- Out on a Limb (EmArcy, 1956)
- An Adventure in Sound: Brass in Hi-Fi (Mercury 1956–1958)
- 10 Trombones Like 2 Pianos (Mercury, 1960)